# Cecilie Eriksen
Cecilie Eriksen (født 28. juli 1994) er en dansk military eliterytter og er per 2018 den yngste rytter, som har været på landsholdet. Eriksen rider på hesten Calvin (født 2007) som er en KWPN (Hollandsk varmblod). 

## Liv og Karriere

### Karriere
Eriksen begyndte at ride i Faxe Køre og Rideforening, da hun var 5 år gammel. I dag tilhører Eriksen dansk elite inden for military og har deltaget ved danske og internationale stævner.  Eriksen trænes i terræn af Peter Flarup, i springning af Maria Gretzer og i dressur af Nathalie Zu Sayn Wittgenstein. Som den eneste miltaryrytter er Eriksen ligeledes optaget i Firkløverets Springakademi, hvor den unge danske springelite undervises i springning. 
I 2009 købte Eriksen sin nuværende hest Calvin som hun selv har redet til. Ifølge Eriksen selv, står hendes debut på CIC3* 2016 in Strzegom som et stærkt minde, hvor Eriksen afsluttede med en 6.-plads. 
Eriksen underviser ligeledes andre ryttere, og holder foredrag om sin vej i sporten. 

### Privat
Eriksen har gennemført HHX som del af Team Danmark og har i de efterfølgende år arbejdet flere jobs for at betale for udgifterne forbundet med sin sport. Eriksen bor i Tågerup på Sjælland sammen med sin familie.
Eriksen har været skadet i højre knæ og har gennemgået flere operationer, der i perioder har holdt hende nede fra hesteryg.

## Placeringer
- DM 2016 : Bronze [6]
- NM hold 2016 : Bronze[7]
- DM 2017: Guld[2]
- DM 2019: Guld[8]

Har deltaget i UVM for ungheste, Frankrig, 2016, EM Senior, EM young riders samt en række internationale stævner i 1-3* 

## Sponsorer
- Kastel Erreplus
- IPEA
- Fabri boots
- Winthers rideudstyr
- Zebla
- Nødebo beslagsmedje v. Bjarke Hågesen
- Kasernens hesteklinik
- Østen group
- Höveler hestefoder
- Danish Agro Shoppen
- Kirketorvets begravelsesforretning [5]